# نيكي راي كريك
نيكي راي كريك (بالإنجليزية: Nicki Rae Crick)‏ ( فبراير 1958 - 28 أكتوبر، 2012 م) طبيبة نفسية وأستاذة في تنمية الطفل والدراسات الأسرية، ومعروفة دوليا لبحثها حول العدوان العلائقي. ونشرت عددا كبيرا من المقالات والفصول البحثية المؤثرة، وحصلت على جوائز مرموقة لمساهماتها كعالمة، بما في ذلك الجائزة العلمية المتميزة للمساهمات المهنية في وقت مبكر لعلم النفس وجائزة بويد مكانليس من الجمعية الأمريكية للعلم النفس.
1. 1 2 3   https://www.psychologicalscience.org/observer/remembering-nicki-r-crick. {{استشهاد ويب}}: |url= بحاجة لعنوان (مساعدة) والوسيط |title= غير موجود أو فارغ (من ويكي بيانات) (مساعدة)